# Fort Santa Caterina
Le fort Santa Caterina (en italien, Forte Santa Caterina) est une fortification côtière située sur le promontoire de l'Argentario, près de Monte Argentario, qui s'incline directement vers la mer Tyrrhénienne, dominant le Porto-Vecchio, le port de Porto Ercole.

## Histoire
La fortification a été construite dans la première moitié du XVIIIe siècle par les Espagnols, à l'endroit où se trouvait probablement une structure défensive perdue préexistante ; il est devenu un lieu spécialisé dans les attaques contre tous les bateaux ennemis qui s'approchaient de ce tronçon de côte de l'État des Présides.
Sa construction, près du Forte Filippo, était destinée à contrôler la crique où se trouve actuellement le port de Cala Galera, une fois prise la décision de transformer la torre Mulinaccio voisine en moulin à vent.
Les fonctions de garde et d'offense caractérisent cet ouvrage jusqu'au début du XIXe siècle ; avec l'annexion de l'ensemble du territoire au grand-duché de Toscane, la fortification fut progressivement abandonnée. À la fin du siècle, la structure servait d'infirmerie pour les prisonniers détenus au fort Filippo.

## Description
Le fort Santa Caterina se développe sur un plan pentagonal irrégulier, avec de puissantes et épaisses murailles escarpées, parfois recouvertes de pierre et parfois de plâtre blanchi à la chaux, qui incorporent du côté opposé à la mer, une série de bâtiments, dont l'un possède une terrasse sommitale pour assurer les fonctions de visée.
Les courtines ont d'autres ouvertures (fentes et fenêtres), là où se trouvaient autrefois les canons. A chacun des deux angles tournés vers la mer, se trouve un poste de garde de section semi-circulaire, sans couverture, reposant sur une plateforme saillante en forme de demi-cône renversé.
L'accès au bâtiment se fait par une porte voûtée, qui s'ouvre au niveau du ravelin, au-dessus de laquelle se trouve une fenêtre rectangulaire ; dans la partie supérieure, se trouve un blason de l'État du Présides.
À l'intérieur du complexe, était installée à l'origine une poudrière, en plus des pièces utilisées comme logements pour les garnisons militaires.